# Амстердамский договор (1717)
Амстердамский договор был заключён 4 (15) августа 1717 года между Россией, Францией и Пруссией в условиях, когда исход Северной войны оказался предрешён. Стороны достигли соглашения по всем вопросам. Франция, в частности, соглашалась признать условия будущего русско-шведского мирного договора и отказывалась от своего союза с Швецией.
Со стороны России договор подписал Петр Шафиров.